# 백드래프트

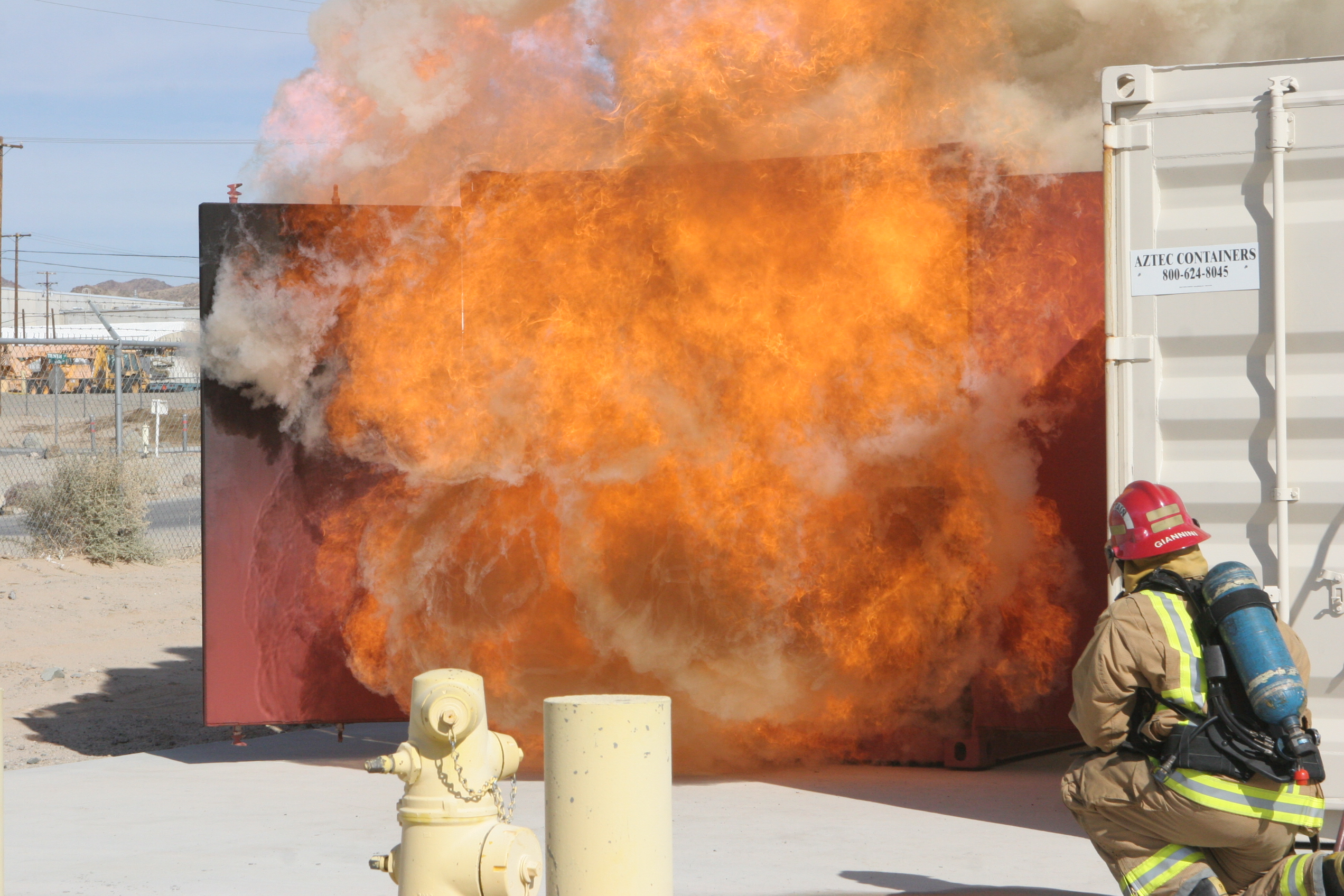
소방관이 실사격 훈련 중 백드래프트의 동작을 시연하고 있다.

백드래프트(북아메리카 영어: backdraft, 영국 영어: backdraught) 또는 연기 폭발(smoke explosion), 역기류, 역류(逆流)는 산소가 뜨겁고 산소가 고갈된 환경에 빠르게 들어갈 때 발생하는 화재에서 과열 가스의 급격한 연소이다. 예를 들어, 밀폐된 공간의 창문이나 문이 열리거나 파손된 경우를 들 수 있다. 백드래프트는 일반적으로 건물 개구부에서 연기 및 화염이 폭발하는 것으로 나타난다. 백드래프트는 소방관에게 심각한 위협이 된다. 백드래프트를 섬락(플래시오버)의 한 유형으로 간주해야 하는지에 대한 논란의 여지가 있다.

## 불에 타는 현상
물질이 충분히 가열되면 가연성 또는 폭발성 가스(일반적으로 탄화수소)를 포함한 더 작은 화합물로 분해되기 시작한다. 이를 열분해라고 하며 산소가 필요하지 않다. 산소도 공급되면 탄화수소가 연소되어 화재가 발생할 수 있다.
열분해되는 물질에 나중에 충분한 산소가 공급되면 탄화수소가 발화되어 연소가 발생한다.